# Appel à la nature

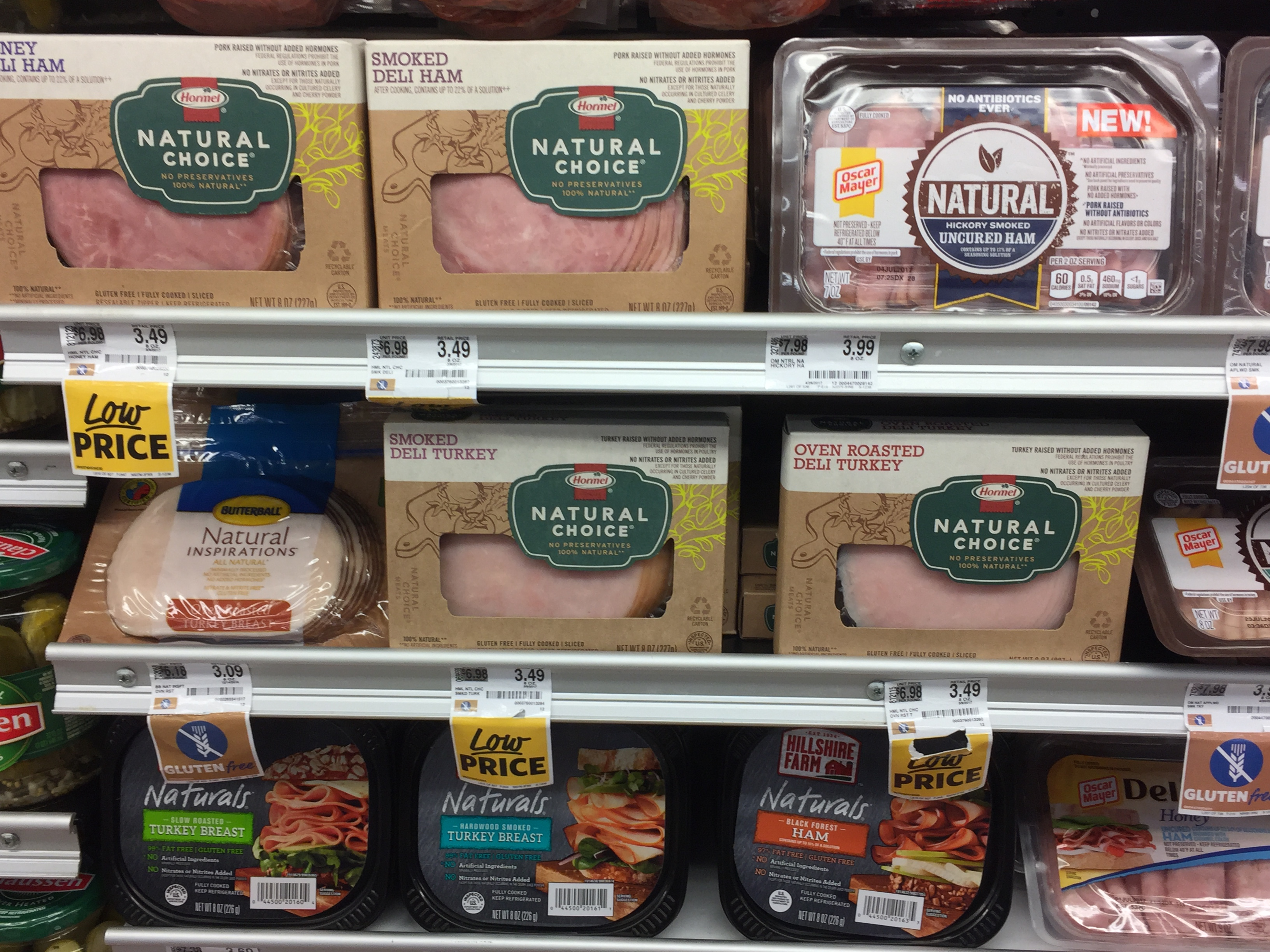
Une version marketing de l'appel à la nature : quatre marques de charcuterie utilisent le mot natural dans un supermarché de New Market (Maryland).

L'invocation de la nature (en latin argumentum ad naturam) est un procédé rhétorique qui suppose qu'une chose est bonne car naturelle, ou mauvaise car non naturelle. Sans définir ce qu'on entend par nature ou sans analyser le contenu de l'argumentation, ce procédé peut relever du sophisme génétique.

## Historique
Cette expression est une mention élogieuse et même une obligation morale utilisée depuis l'Antiquité. Elle apparaît chez les Stoïciens et les Épicuriens, est utilisée dans la loi romaine, le droit canonique adopté par les autorités catholiques et le droit international public des temps modernes.
Le philosophe John Stuart Mill observe dans son essai Sur la Nature (1875) que ce qui est naturel n'a pas de lien avec ce qui est bon ou mauvais pour l'être humain. Son avis est partagé par des philosophes contemporains comme le bioéthicien John Harris (1998), le théologien Ronald Green (en) (2007), les professeurs David DeGrazia (2005) et Allen Buchanan (en) (2009). Des avis opposés sont donnés par le professeur Leon Kass (en), le politologue Francis Fukuyama (2002), les philosophes Jürgen Habermas (2003) et Michael Sandel (2007).

## Arguments en faveur de l'appel à la nature
Le débat sur l'augmentation de l'être humain a émergé au tournant du XXIe siècle sous la forme d’une opposition tranchée entre les penseurs dits bioprogressistes (principalement le mouvement transhumaniste) et ceux qualifiés de bioconservateurs. Parmi ces derniers les plus connus figurent Francis Fukuyama, Leon Kass ou Michael Sandel qui critiquent l'augmentation humaine, considérant que « l'être humain se définit par une nature, au sens biologique du terme ».

## Arguments opposés à l'appel à la nature
On entend souvent l'exclamation « la nature est bien faite ». Les sciences naturelles ont déraciné cette idée reçue. Par exemple, le philosophe darwinien Daniel Dennett rappelle que l'évolution procède par essais et erreurs : « aussi admirable que soit l'organisation de l'œil humain, un détail malheureux trahit ses origines : la rétine est tournée à l'envers. Les fibres nerveuses qui conduisent les signaux émis par les cônes et les bâtonnets de l'œil — sensibles à la couleur et à la luminosité — se dirigent du mauvais côté et doivent traverser une large couche de la rétine pour atteindre le cerveau, créant la tache aveugle. »
Selon le toxicologue Gérard Pascal, « certains courants de pensée » valident cette « rhétorique de séparation » idéologique en croyant que « le naturel serait sain par essence, le chimique (sous-entendu l'« artificiel », car tout est chimique en réalité) serait suspect ». Pourtant « à l'analyse, de très nombreux composés naturels se sont révélés toxiques ». De nombreux produits naturels (végétaux, fruits, champignons) contiennent des composés toxiques, certains avec des effets cancérigènes (mycotoxines, teneur élevée en nitrosamines, produits néoformés par des cuissons telle que la grillade). Par exemple, une étude établit que « dans une simple tasse de café, les produits chimiques naturels, connus comme étant cancérigènes chez les rongeurs, représentent en poids l'équivalent d'un an de consommation des pires pesticides de synthèse connus comme étant cancérigènes, alors que seulement 3 % des produits chimiques naturels contenus dans le café torréfié ont été correctement testés en termes de cancérogenèse ». « Ceci ne signifie pas que le café ou les pesticides naturels soient dangereux pour la santé », mais suggère plutôt que les tests sur les effets cancérogènes à forte dose chez les animaux pour examiner les effets à faible dose chez l'homme doivent être réévalués.
L'argument exposant que quelque chose est sain car naturel, ou nocif car non-naturel, est alors considéré comme un argument fallacieux lors d'un débat et qui devrait être évité à tout prix car il n'apporte rien au débat.

### Naturede John Stuart Mill
En 1875, paraissent trois Essais sur le religion du philosophe anglais John Stuart Mill, dont le premier est intitulé « Nature » : après avoir montré que le terme « nature » avait une définition particulièrement ambiguë, il y brocarde l'appel à la nature qui relève selon lui d'un artifice rhétorique qui permet de justifier voire de sanctifier n'importe quelle position au nom d'une abstraction. Il résume son analyse en ces mots[réf. nécessaire] : 

« Il n’est pas inutile de résumer en quelques mots les principales conclusions de cet essai.

Le mot nature a deux sens principaux : ou bien il dénote le système total des choses avec l’agrégat de toutes leurs propriétés, ou il dénote les choses comme elles devraient être indépendamment de toute intervention humaine.

Dans le premier sens, la doctrine qui veut que l’homme suive la nature est absurde, puisque l’homme ne peut faire autrement que de suivre la nature, et que toutes ses actions se font par le jeu d’une loi ou de plusieurs lois de la nature, lois d’ordre physique ou mental, et en obéissant à ces lois.

Dans l’autre sens du mot, la doctrine que l’homme doit suivre la nature, ou en d’autres termes doit faire du cours spontané des choses le modèle de ses propres actions volontaires, est également irrationnelle et immorale :

irrationnelle, parce que toute action humaine quelle qu’elle soit consiste à changer le cours de la nature, et toute action utile à l’améliorer ; 
immorale, parce que le cours des phénomènes naturels est rempli d’événements qui, lorsqu’ils sont l’effet de la volonté de l’homme, sont dignes d’exécration, et que quiconque s’efforcerait dans ses actes d’imiter le cours naturel des choses serait universellement considéré comme le plus méchant des hommes.

Le système de la nature considéré dans son ensemble ne peut avoir eu pour objet unique ou même principal le bien des hommes, ou même des autres êtres sensibles. Le bien que la nature leur fait est principalement le résultat de leurs propres efforts. Tout ce qui, dans la nature, fournit une indication d’un dessein bienfaisant prouve que la bienfaisance de l’être qui l’a conçu ne dispose que d’une puissance limitée, et que le devoir de l’homme est de coopérer avec les puissances bienfaisantes, non pas en imitant le cours de la nature, mais en faisant des efforts perpétuels pour l’amender, et pour rapprocher de plus en plus d’un type élevé de justice et de bonté, cette partie de la nature sur laquelle nous pouvons étendre notre puissance. »

## Exemples d'appels à la nature

### Médecines alternatives
Beaucoup de médecines alternatives comme l'homéopathie revendiquent l'utilisation de remèdes dits « naturels » pour justifier des bienfaits de leurs « médicaments » [réf. nécessaire].
On y retrouve également l'appel à la popularité, l'appel à l'ancienneté (tradition) ainsi que l'appel à l'exotisme, d'autre sophismes très répandus.

### Marketing
De plus en plus d'entreprises utilisent l'appel à la nature comme un argument marketing, affirmant que leur produit est bon car il est naturel.

### Orientations sexuelles
L'appel à la nature fait partie des arguments fallacieux parfois utilisés dans le débat autour des minorités sexuelles et de genre et des législations entourant leurs droits, notamment le mariage entre personnes de même sexe. Les contre-arguments à ce sophisme font parfois aussi appel à ce sophisme en invoquant l'homosexualité chez les animaux.